# Çorlu
'
Çorlu (phát âm tiếng Thổ Nhĩ Kỳ: [ˈtʃoɾɫu]) là một thành phố nằm trong ở nội địa Đông Thrace tỉnh Tekirdağ  của Thổ Nhĩ Kỳ. Thành phố Çorlu có diện tích km², dân số thời điểm năm 2009 là 210.362 người. Đây là thành phố lớn thứ 34 tại Thổ Nhĩ Kỳ. Đây là một thành phố công nghiệp tăng trưởng nhanh chóng nằm trên đồng bằng có xa lộ châu Âu E80 chạy giữa Istanbul và biên giới Thổ Nhĩ Kỳ với Hy Lạp và Bungary.